# Disparition de Suzy Lamplugh
Pour les articles homonymes, voir Lamplugh.

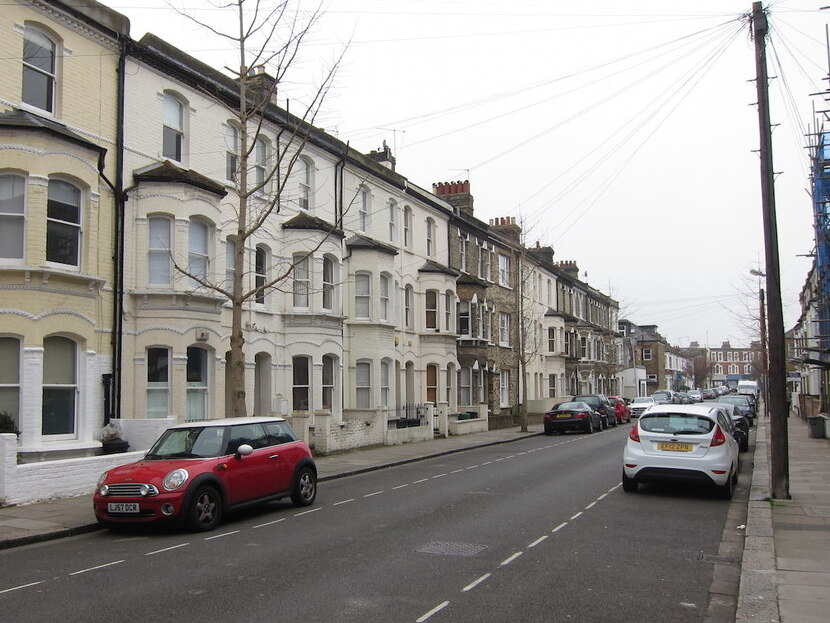
37 Shorrolds Road.

Susanna J. Suzy Lamplugh (née le 3 mai 1961 à Cheltenham, Gloucestershire) était une agente immobilière britannique portée disparue le 28 juillet 1986 (âgée de 25 ans) à Fulham, une banlieue aisée dans le sud-ouest de Londres. Elle a été déclarée morte officiellement (présumée assassinée) en 1994. Le jour de sa disparition, elle avait rendez-vous avec un client pour une visite d'une maison. Elle a appelé le client « Mr Kipper ». Après sa disparition, la police a analysé l'ADN de 800 corps non identifiés et des restes osseux.
En août de 2010, la police a commencé une nouvelle recherche d'un champ bordant une route départementale entre Pershore et Drakes Broughton, dans le Worcestershire, à 160 kilomètres de Londres. Des recherches ont également eu lieu dans une caserne et une briqueterie dans la même région,. Toutes ces recherches ont été vaines et le sort de Suzy reste inconnu à ce jour.

## Disparition

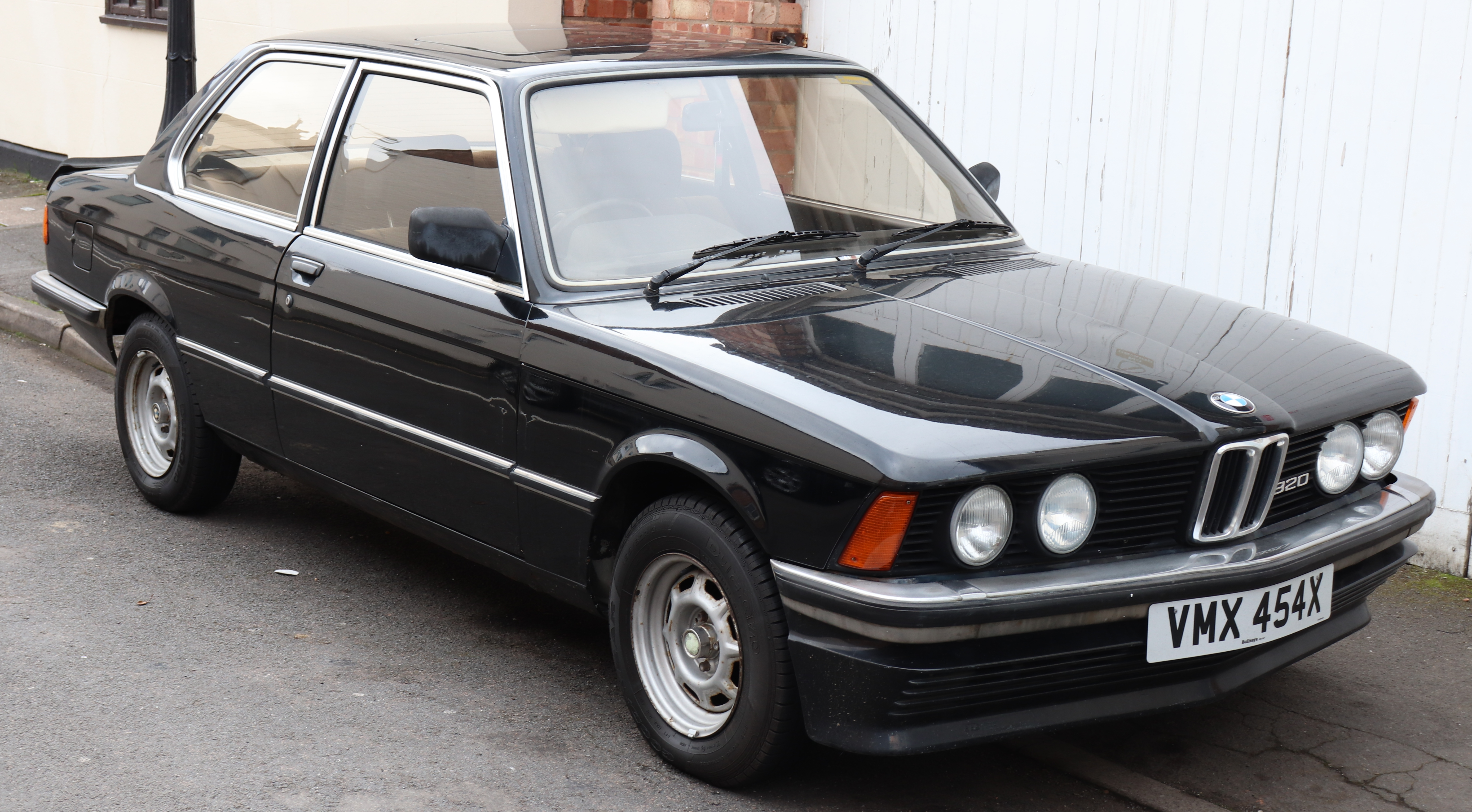
BMW 3.

Lamplugh a été portée disparue après être allée à un rendez-vous avec un homme qui s'est lui-même appelé « Mr Kipper » (« Kipper » = « hareng fumé » en anglais), pour lui montrer une maison à Fulham. Elle a noté les détails essentiels dans son agenda : « 12.45 Mr. Kipper – 37 Shorrolds Road O/S » (O/S est un sigle pour « outside » (« à l'extérieur de » ou « devant » une propriété). Des témoins ont prétendu avoir vu Lamplugh en train de disputer avec un homme sur Shorrolds Road avant de monter dans une voiture.

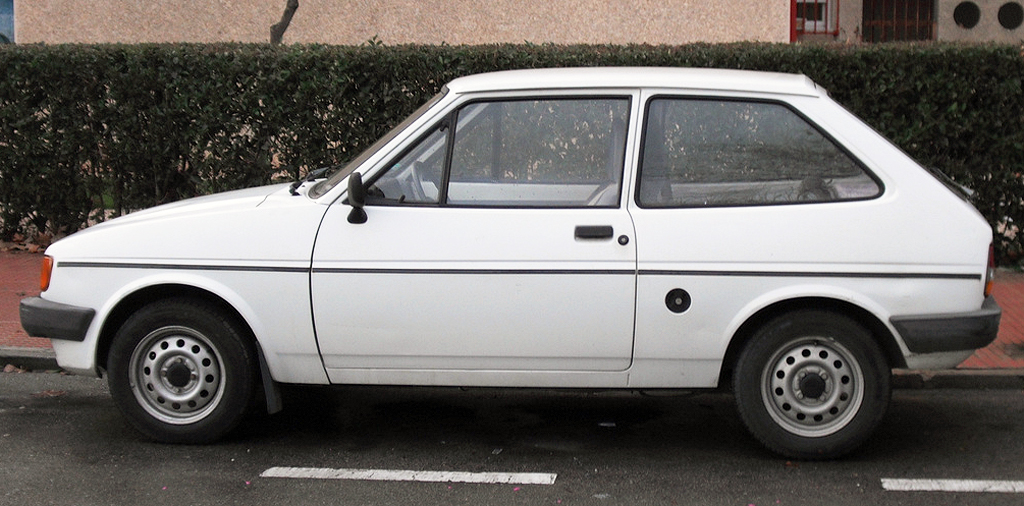

Sa voiture (une Ford Fiesta blanche avec immatriculation B396 GAN) a été trouvée cette même nuit devant une maison à vendre sur Stevenage Road à Fulham, à environ 2,5 kilomètres de Shorrolds Road. La clé de contact était introuvable et le portefeuille de Lamplugh a été trouvé dans la poche d'une des portières.
La police a soupçonné une BMW noire avec volant à gauche d'être impliquée à la suite d'un témoignage d'une voiture à côté de celui de Lamplugh sur Stevenage Road. Pendant un certain temps après sa disparition, la police avait cru que le nom « Kipper » était sa prononciation du nom néerlandais « Kuiper », mais les enquêteurs n'ont trouvé personne avec ce nom-là qui avait un lien avec Lamplugh.

## Enquêtes policières
Lamplugh a été déclarée morte officiellement en 1994, tandis que des enquêtes policières en 1998 et 2000 se sont avérées infructueuses.
En novembre 2002, des journaux britanniques ont rapporté que John Cannan, violeur et meurtrier condamné, pourrait avoir tué Lamplugh, puisqu'il a été libéré d'un foyer seulement quelques jours avant la disparition de Lamplugh. Ce mois-ci, Scotland Yard a tenu une conférence de presse et a nommé Cannan comme meurtrier présumé de Lamplugh, ce qui est un geste extrêmement rare.
De plus, le bruit courait que le surnom de Cannan pendant son emprisonnement était « Kipper », mais malgré des enquêtes, il n'y a aucune preuve concrète qui soutient cette rumeur. Cannan a nié toute implication dans l'affaire en décembre 1999.
En avril 2001, Gilly Paige, une ex-copine de John Cannan, a dit à la police qu'il avait insinué que le corps de Lamplugh était enterré aux casernes de Norton dans le Worcestershire. En décembre 2002, un compagnon de cellule de Cannan a dit à la police que Cannan avait enterré Lamplugh sous le patio de la maison de sa mère à Sutton Coldfield, dans les Midlands de l'Ouest.
Lamplugh a travaillé en tant qu'esthéticienne sur le paquebot QE2 en 1982. Steve Wright, qui a été reconnu coupable en février 2008 des meurtres de cinq prostituées à Ipswich, travaillait en tant que steward sur le QE2 au même temps. La police enquête actuellement s'il existe un lien entre cette coïncidence et la disparition de Lamplugh. Cependant, la Metropolitan Police a affirmé que ce volet de l'enquête n'était pas une priorité.
Une nouvelle enquête a commencé en août 2010, se centrant sur une zone dans le Worcestershire, entre les villages de Pershore et Drakes Broughton.
En octobre 2018, des enquêteurs ont perquisitionné de nouveau la maison de la mère de Cannan à Sutton Coldfield – la même propriété qu'ils ont perquisitionnée en 2002.

## Cas similaires
En juin 2006, une agente immobilière dans le Wiltshire, âgée de 48 ans, a rencontré un client qui s'est lui-même appelé « Mr Herring » (« Monsieur Hareng »). Ce client l'a attaquée avec un objet pointu, ce qui lui a scié le bras. Le client a jeté l'agente immobilière à terre, mais cette dernière a réussi à se libérer. L'agresseur s'est enfui. Selon la police, il n'y a aucun lien entre ce cas et la disparition de Lamplugh.
En janvier 1992, Michael Sams a kidnappé Stephanie Slater, une agente immobilière travaillant à Birmingham. L'employeur de Slater a payé une rançon et elle a été libérée. Sams a été reconnu coupable de l'enlèvement de Slater ainsi que du meurtre de Julie Dart, une prostitué à Leeds, âgée de 18 ans.
Condamné à la perpétuité, Sams reste actuellement en prison dans le Cambridgeshire. Christopher Berry-Dee, auteur de romans noirs, a écrit Unmasking Mr. Kipper: Who Really Killed Suzy Lamplugh? (« Le démasquage de Mr Kipper : qui a vraiment tué Suzy Lamplugh ? »). Dans ce livre, l'auteur émet l'hypothèse que Sams a tué Lamplugh, mais la police a rejeté cette idée.

## Documentaire télévisé
- « Suzy Lamplugh » dans Ces crimes qui ont choqué le monde sur Numéro 23, RMC Découverte et Investigation.